# 板倉重高
板倉 重高（いたくら しげたか）は、上総国高滝藩2代藩主、備中国庭瀬藩初代藩主。重宣流板倉家2代。

## 略歴
丹波園部藩主・小出英知の三男。母は山崎氏正室は中村藩主・山内豊定の娘、継室は広瀬藩主・松平近栄の養女（岩沼藩主・田村建顕の娘、近栄の外孫）。側室に安田氏。子に熊太郎、豊次郎、昌信（次男）、娘（内藤正敬正室）。官位は従五位下。越中守。頼母。幼名は熊之丞。
貞享元年（1684年）、高滝藩の先代藩主・板倉重宣が早世したため、その養嗣子となって跡を継いだ。元禄12年（1699年）2月、高滝から庭瀬藩に移封される。大坂加番となった。正徳3年（1713年）正月、大坂天王寺の常憲院に参拝中に病に倒れ、それがもとで2月10日に死去した。享年48。跡を次男の昌信が継いだ。法号は浄泰院徳岩源芳大居士。墓所は愛知県西尾市貝吹町の長円寺。

## 系譜
- 板倉重高の墓(西尾市長圓寺)父：小出英知（1618-1695）
- 母：山崎氏
- 養父：板倉重宣（1664-1684）
- 正室：山内豊定の娘

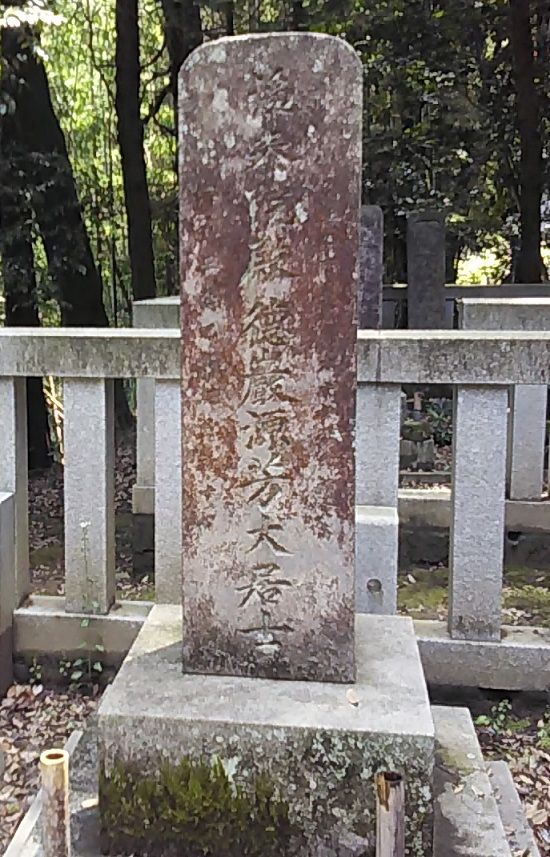
板倉重高の墓(西尾市長圓寺)

- 継室：松平近栄の養女 - 田村建顕の次女（近栄の娘繁姫の子）
  - 次男：板倉昌信（1700-1730）
- 側室：安田氏
- 生母不明の子女
  - 男子：熊太郎
  - 男子：豊次郎
  - 女子：内藤正敬正室